# Delphinium longipedicellatum
Delphinium longipedicellatum är en ranunkelväxtart som beskrevs av Wen Tsai Wang. Delphinium longipedicellatum ingår i släktet storriddarsporrar, och familjen ranunkelväxter. Inga underarter finns listade i Catalogue of Life.